# Jean-Marc Petit
Jean-Marc Petit född 1961, en fransk astronom.
Minor Planet Center listar honom som J.-M. Petit och som upptäckare av 7 asteroider.
Asteroiden 7740 Petit är uppkallad efter honom.

## Asteroider upptäckta av Jean-Marc Petit
| (6888) 1971 BD3 [A]                                                                                     | 27 januari 1971   |
| (6889) 1971 RA [A]                                                                                      | 15 september 1971 |
| (44594) 1999 OX3 [B][C][D]                                                                              | 21 juli 1999      |
| (60620) 2000 FD8 [B][C][D]                                                                              | 27 mars 2000      |
| (60621) 2000 FE8 [B][C][D]                                                                              | 27 mars 2000      |
| (418993) 2009 MS9 [B][C]                                                                                | 25 juni 2009      |
| (468422) 2000 FA8 [B][C][D]                                                                             | 27 mars 2000      |
| Upptäckt tillsammans med: A Carlos R. Torres B John J. Kavelaars C Brett J. Gladman D Matthew J. Holman |                   |